# Перечин
Перечи́н (укр. Перечин) — город в Ужгородском районе Закарпатской области Украины. Административный центр Перечинской городской общины. Расположен на реке Уж, в предгорье Украинских Карпат.

## Население
В январе 1989 года численность населения составляла 7200 человек.
По состоянию на 1 января 2013 года численность населения составляла 6716 человек.

### Языковой состав
Родной язык населения по данным переписи 2001 года:
| Язык       | Численность, чел. | Доля     |
| ---------- | ----------------- | -------- |
| Украинский | 6 644             | 94,64 %  |
| Русский    | 239               | 3,40 %   |
| Другое     | 137               | 1,96 %   |
| Итого      | 7 020             | 100,00 % |

Украинский язык является основным и единственным официальным языком Перечина.

## История
Селение впервые упоминается в письменных источниках в 1427 году. В это время село, как и другие поселения современных Перечинского и Великоберезнянского районов, входило в состав Ужгородской доминии Другетов королевства Венгрия. Название села происходит, вероятно, от слова «Перечина» (Пересечение). Рядом находится место пересечения рек Уж и Турья. По переписи, которая проводилась в Ужгородской доминии в 1691, в Перечине было около 150 жителей.
После поражения освободительной войны 1703—1711 годов доминия была конфискована у тогдашнего владельца Миклоша Берчени, который принимал участие в освободительном движении, и Перечин вместе со всей доминией стал владением государственной казны.

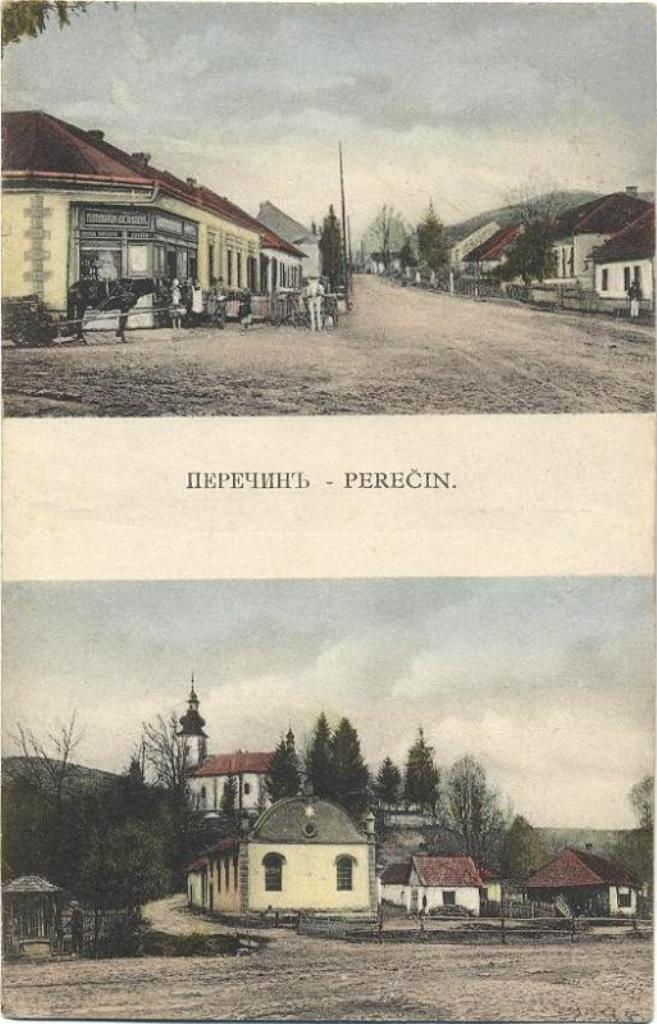
Перечин на открытке нач. XX ст.

В начале XX века была проложена железная дорога Ужгород − Великий Берёзный, а в Перечине — построена станция.
В ходе первой мировой войны Перечин оказался в прифронтовой зоне. После распада Австро-Венгрии в конце 1918 года селение оказалось на территории Венгрии, но в 1919 году было оккупировано чехословацкими войсками и включено в состав Чехословакии.
После начала мирового экономического кризиса в 1929 году положение в селении осложнилось. 10 февраля 1932 года во время голодного похода рабочих чехословацкие жандармы спровоцировали столкновение, в результате которого было ранено 60 человек.

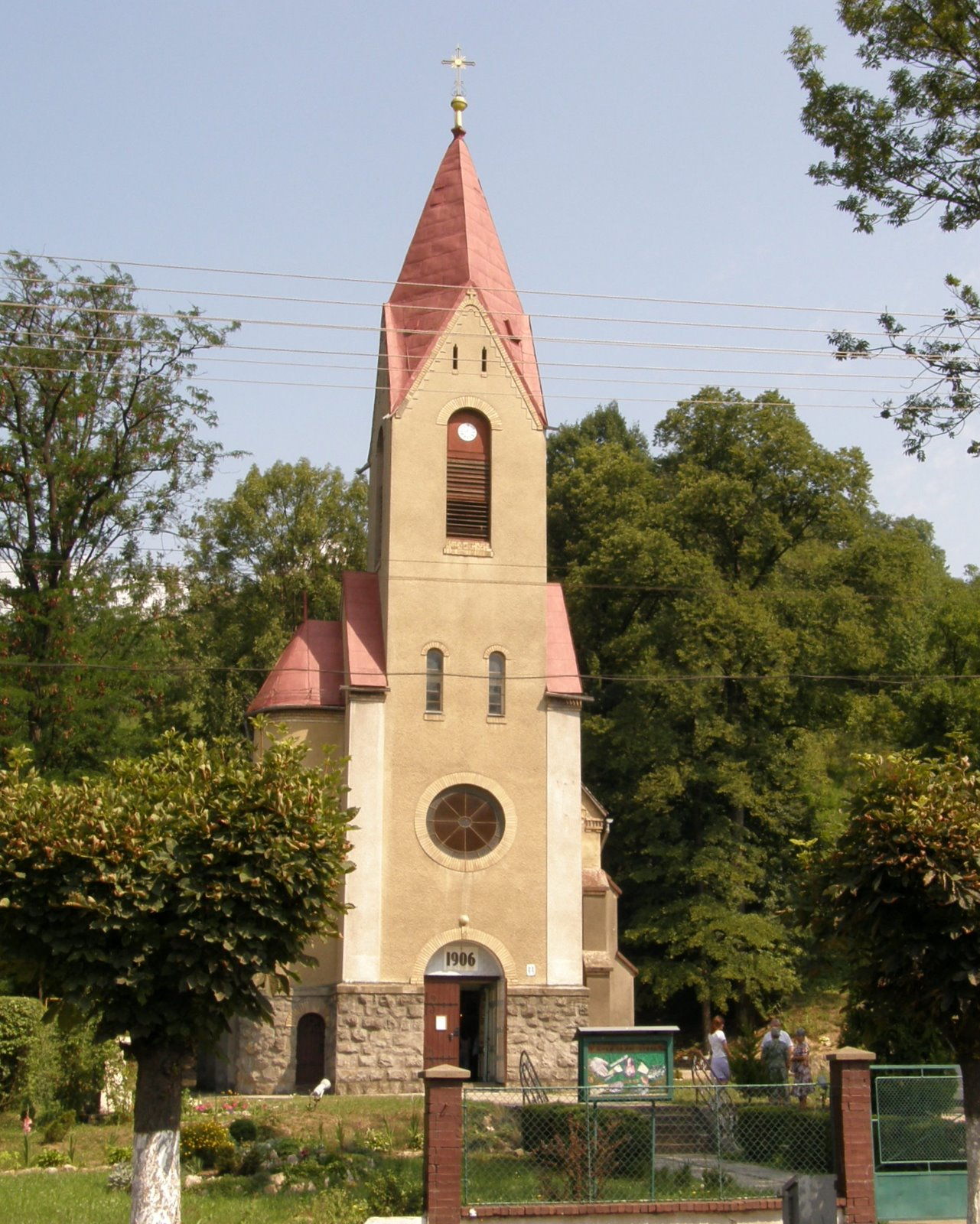
Римско-католический храм святого Августина (1906)

После Мюнхенского соглашения 1938 года обстановка в Чехословакии осложнилась, 14 марта 1939 года была провозглашена независимость Словакии, в этот же день венгерские войска перешли в наступление в Закарпатье и 15 марта 1939 — заняли Перечин. Селение оказалось в составе Венгрии.
27 октября 1944 года посёлок был освобождён частями 24-й стрелковой дивизии РККА и в 1945 году в составе Закарпатской Украины вошёл в состав Украинской ССР.
7 ноября 1946 года здесь началось издание районной газеты.
С 1947 года — посёлок городского типа. В 1955 году здесь действовали лесохимический завод, леспромхоз, предприятия по обслуживанию ж.-д. транспорта, средняя школа, две начальные школы, две библиотеки и клуб. Кроме того, в 1954 году здесь началось строительство межколхозной ГЭС.
В 1983 году здесь действовали лесокомбинат, лесохимический комбинат, соко-винный завод, промкомбинат, межколхозная строительная организация, райсельхозтехника, райсельхозхимия, комбинат бытового обслуживания, ПТУ, четыре общеобразовательные школы, музыкальная школа, спортивная школа, больница, санаторий-профилакторий, Дом культуры и две библиотеки.
В мае 1995 года Кабинет министров Украины утвердил решение о приватизации находившегося здесь деревообрабатывающего предприятия, в июле 1995 года было утверждено решение о приватизации завода промтоваров.
В феврале 2003 года хозяйственный суд Закарпатской области возбудил дело о банкротстве расположенного здесь агрокомплекса (11 марта 2004 он был признан банкротом и прекратил своё существование).
4 марта 2004 года Перечин получил статус города.

## Экономика
Лесокомбинат, лесохимический комбинат, ТОВ «Джерела Карпат» (соко-винный завод) и т. д.

## Транспорт
Железнодорожная станция Перечин на линии Чоп − Самбор Львовской железной дороги.

## Галерея

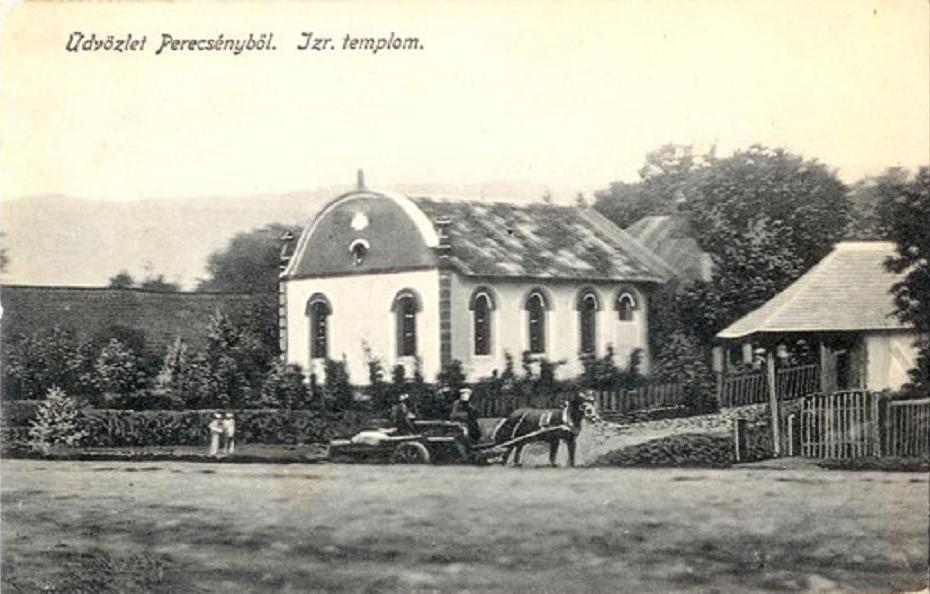
Синагога в Перечине
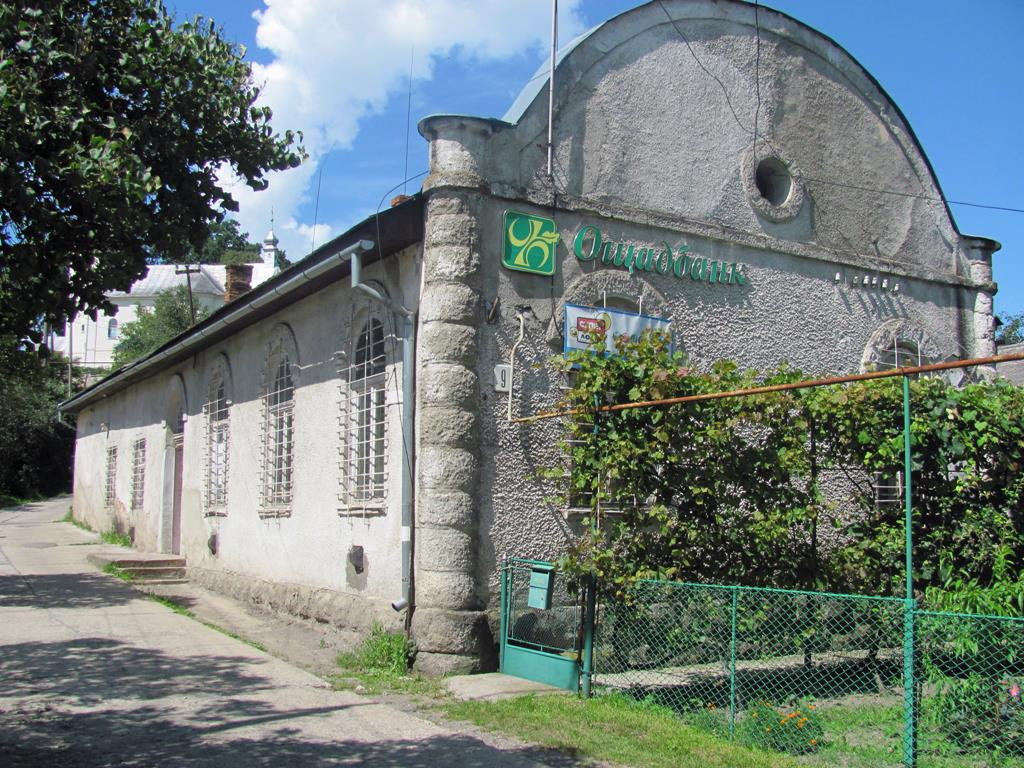
Здание синагоги теперь
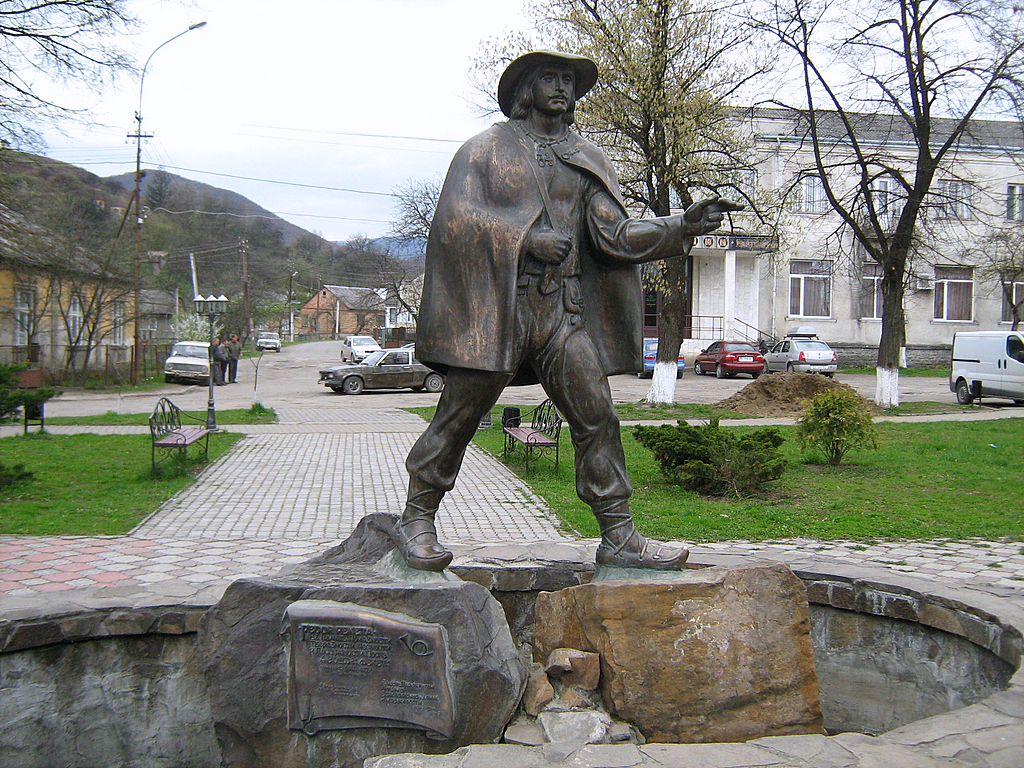
Памятник почтальону Фёдору Фекете